# Leisha Hailey

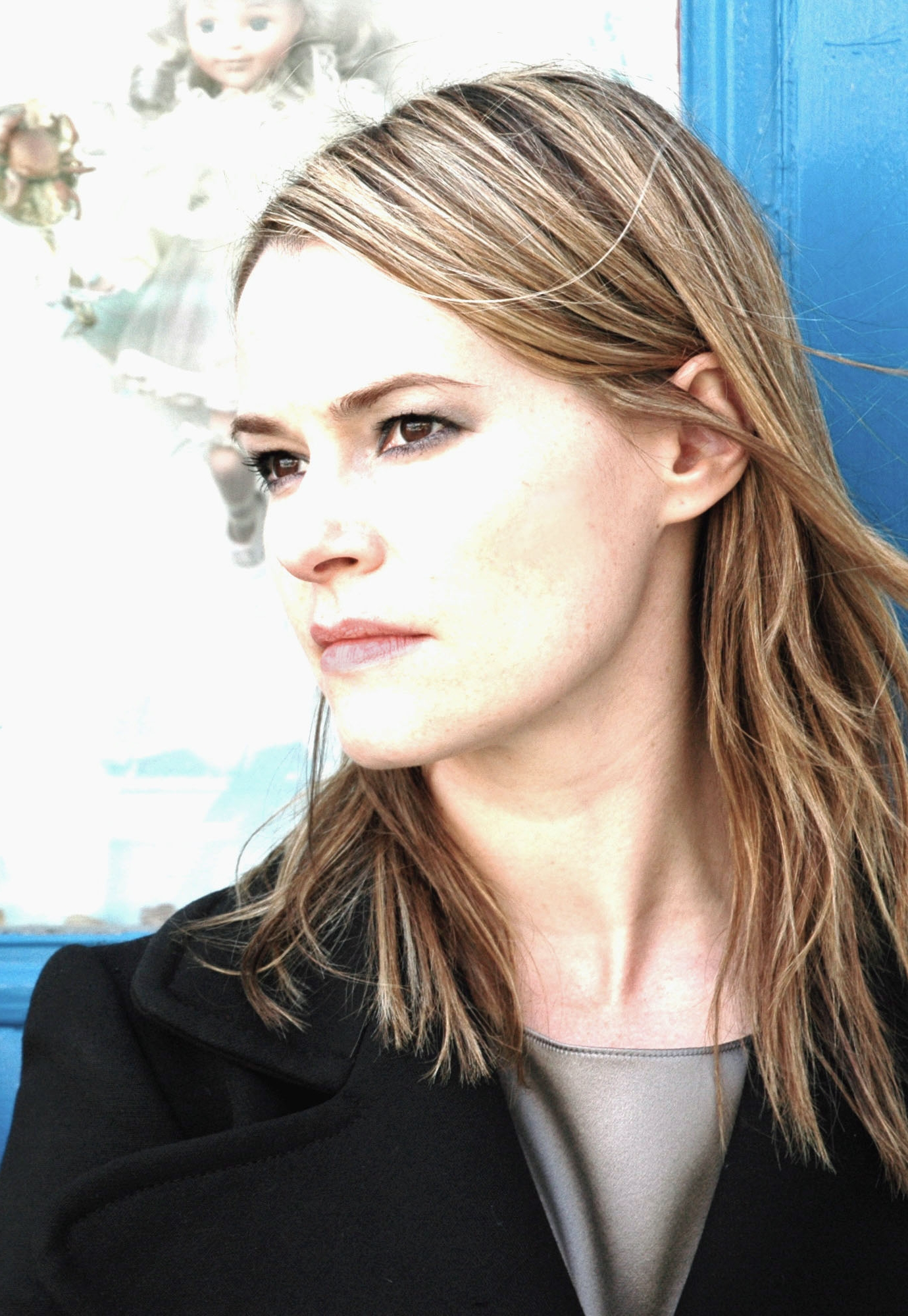
Leisha Hailey

Leisha Hailey, född 11 juli 1971, är en amerikansk skådespelerska och musiker. Hon är mest känd för att ha spelat Alice Pieszecki i tv-serien The L Word. Hon var tidigare en del av bandet The Murmurs, men är nu medlem i duon Uh Huh Her.

## Biografi
Hailey föddes i Okinawa, Japan, men växte upp i Bellevue, Nebraska med amerikanska föräldrar. Hon studerade vid American Academy of Dramatic Arts i New York.

## Skådespelarkarriär
Haileys första stora roll var i filmen All over me från 1997. 2003-2009 spelade hon Alice Pieszecki, en av huvudpersonerna i Showtimes populära dramaserie The L Word.

## Filmografi
- Cucina, La (2008) - Shelly
- The L Word (2004-2009) - Alice Pieszecki
- Grey's Anatomy (2006) - Claire Solomon
- CSI (2006) - Allison Ludford
- The Snowflake Crusade (2002) - Marigold
- Size 'Em Up (2001) - Clea Shapiro
- Sleeping Beauties (1999) - Sno Blo Band
- Some Girl (1998) - The Murmurs
- All Over Me (1997) - Lucy
- Boy Meets World (1996) - Corinna
- Fertile ground